# Hruszew
Hruszew – wieś sołecka w Polsce położona w województwie mazowieckim, w powiecie łosickim, w gminie Platerów.
W latach 1975–1998 miejscowość administracyjnie należała do województwa bialskopodlaskiego.
| SIMC    | Nazwa   | Rodzaj  |
| ------- | ------- | ------- |
| 0017450 | Hruszew | kolonia |

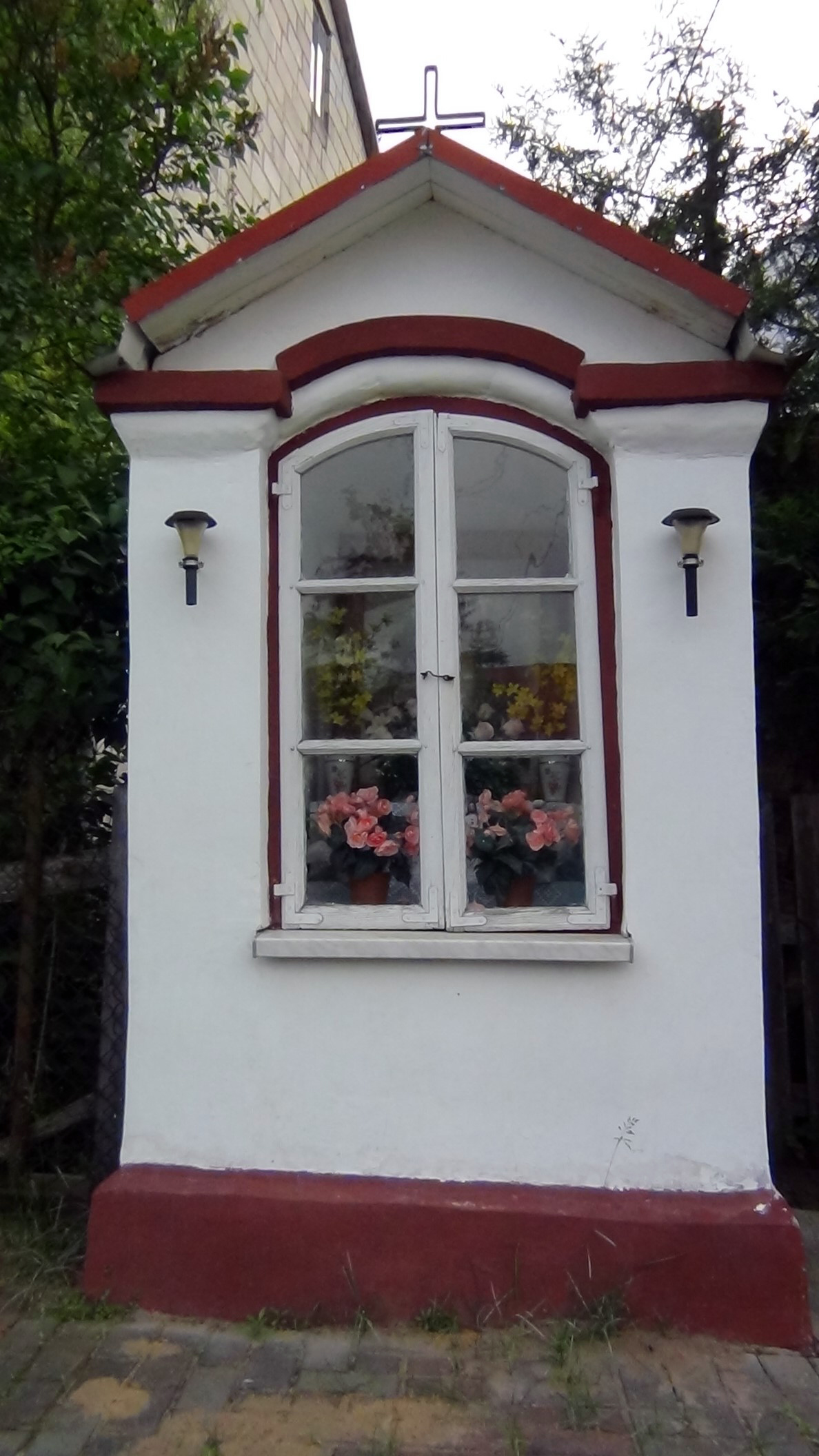
Kapliczka w Hruszewie

Wieś położona nad rzeką Toczną, bogata w środowisko naturalne. Znajduje się tam ośrodek wypoczynkowy MaxTourist, prowadzony przez osobę prywatną. Najbliższe sklepy znajdują się w miejscowości Rusków, gdzie również znajduje się kościół parafii pod wezwaniem św. Izydora, do której należą mieszkańcy Hruszewa.